# Porphyrinia concinnula
Porphyrinia concinnula là một loài bướm đêm trong họ Noctuidae.